# Jan Kazimierz Chrząstowski
Jan Kazimierz Chrząstowski herbu Lubicz odmienny – podstoli żmudzki w latach 1696-1735, podstoli nowogródzki już w 1679 roku.
Był elektorem Augusta II Mocnego z Księstwa Żmudzkiego w 1697 roku.